# Везер-Ауе (збірна громада)
Об’єднаний муніципалітет Везер-Ауе — адміністративне об’єднання шести муніципалітетів в окрузі Нінбург/Везер землі Нижня Саксонія, засноване 1 листопада 2021 року. У муніципалітеті Марклое та місті Лібенау є дві ратуші, перша з яких є штаб-квартирою. Річка Везер і її третя за величиною ліва притока Гросе Ауе дали їй назву.

## Географія
Об'єднаний муніципалітет розділений на шість муніципалітетів, з яких муніципалітет Марклое має найбільше населення.
- Бальге (1716), округи: Бальге, Бленгорст, Бьотенберг, Бухгорст, Гольцбальге, Мельберген і Зеббенгаузен
- Біннен (1023), райони: Біннен, Бюрен і Гліссен
- Лібенау (3930),
- Марклое (4731), райони: Марклое, Лемке, Oyle[de] та Wohlenhausen[de]
- Pennigsehl (1237)
- Wietzen (2102), райони: Wietzen і Holte

## Історія
Об’єднаний муніципалітет було створено 1 листопада 2021 року в результаті злиття об’єднаних муніципалітетів Марклое та Лібенау.

## Політика

### Спільна муніципальна рада
Рада громади Везер-Ауе складається з 36 депутатів. Як правило, встановлена кількість для муніципалітету з населенням від 12 001 до 15 000 осіб становить 30 членів ради. У контракті між муніципалітетами, які об’єдналися у 2021 році, було зазначено, що на перший виборчий термін кількість має бути збільшена на шість. Члени ради обираються на місцевих виборах строком на п'ять років. На додаток до 36 членів, обраних на спільних муніципальних виборах, мер муніципалітету, який працює повний робочий день, також має право голосу в раді.
За результатом місцевих виборів 2021 року місця розподілились так: 
- Вілфрід Імгартен (незалежний)
- ХДС : 15 місць
- СПД : 12 місць
- Альянс 90/Зелені : 4 місця
- Wählergruppe[de] : 3 місця
- FDP : 2 місця

### Міський голова об'єднаної громади
З 1 листопада 2021 року мером усієї громади став Вілфрід Імгартен (незалежний), який був обраний із 69,94 відсотками голосів. (Станом на: 12 вересня 2021 року)

## Веб-посилання
- Інтернет-сайт об’єднаного муніципалітету